# 比弗鎮區 (密蘇里州托尼縣)
比弗鎮區（英語：Beaver Township）是位於美國密蘇里州托尼縣的一個行政鎮區。

## 地方資料
比弗鎮區的面積為412.10平方千米，當中陸地面積為412.09平方千米，而水域面積為0.01平方千米。根據2020年美國人口普查的數據，當地共有人口846人，而人口密度為每平方千米2.05人。